# LG Mobile World Cup
La LG Mobile World Cup fue una competición internacional celebrada el 14 de enero de 2010 por LG Electronics en la que los participantes compitieron por su velocidad y precisión al enviar mensajes de texto. Se celebró en el Gotham Hall de Nueva York.Trece equipos representando a sus países compitieron por un total de 130.000 USD en premios.

## Formato

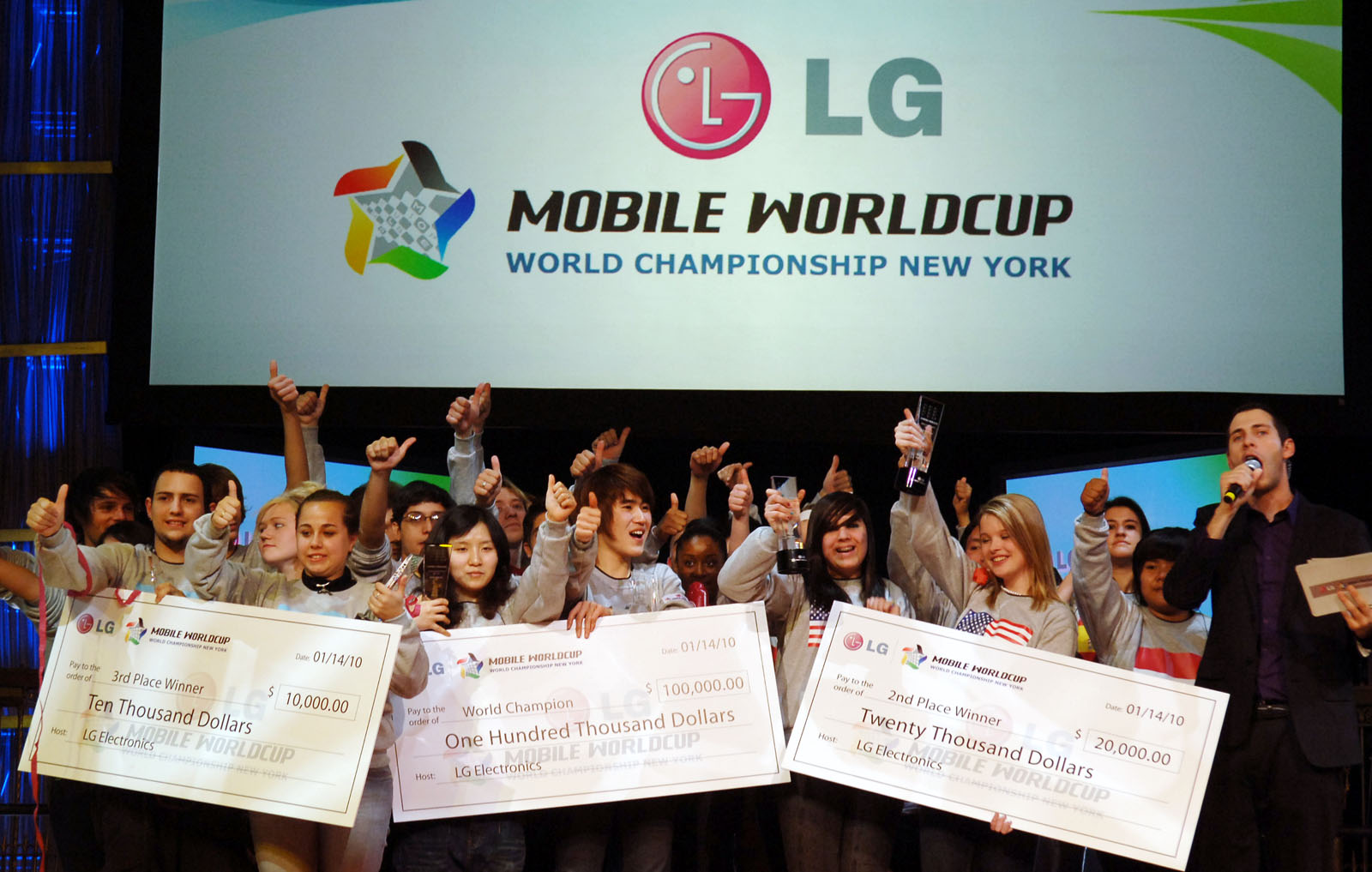
Todos los competidores participantes en el concurso junto con el anfitrión BJ Lange

Los equipos están formados por dos miembros. Un miembro compite utilizando un teclado QWERTY, mientras que el otro utiliza un teclado numérico.Trece países participaron en la competición de 2010: Argentina, Australia, Brasil, Canadá, Corea del Sur, España, Estados Unidos, Indonesia, México, Nueva Zelanda, Portugal, Rusia y Sudáfrica.
Anteriormente, LG organizó concursos de mensajes de texto en países concretos, como Estados Unidos y Corea del Sur. Estados Unidos tuvo concursos en 2007, 2008 y 2009. Corea del Sur tuvo competiciones en 2008 y 2009. Sin embargo, 2010 fue el primer año en que los países compitieron entre sí.

### Clasificación
Los equipos se ganaron el derecho a participar en las eliminatorias regionales. Más de seis millones de personas se inscribieron para competir en el torneo.Cada equipo participó en cinco pruebas distintas: "romper el muro", "hacer estallar monstruos", "pilar móvil", "carrera de relevos" y "repetición de carreras". La premisa básica consistía en copiar un texto en movimiento lo más rápido posible. No se permitieron errores de transcripción. Todos los mensajes de texto estaban en la lengua materna de los participantes, pero tenían el mismo número de caracteres para garantizar la equidad. Además, todos los participantes tenían que utilizar el LG enV3, el LG BL20 o el LG GW520.

## Resultados

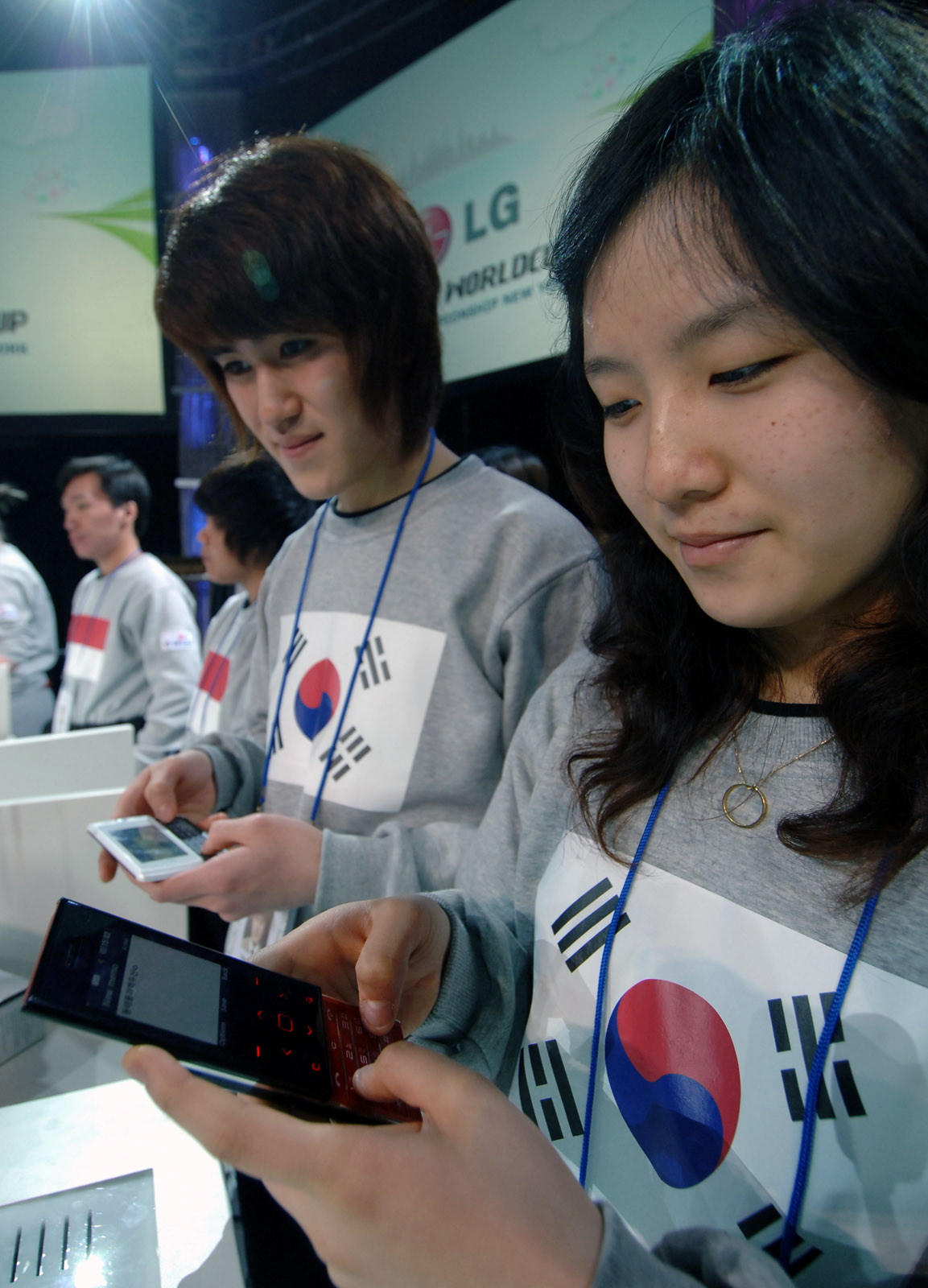
Ha Mok-Min y Bae Yeong-Ho

Ha Mok-min, de 16 años, y su pareja, Bae Yeong-ho, de 17, ganaron el primer premio del concurso. Mok-min ganó el campeonato nacional y fue capaz de enviar mensajes de texto a una media de 7,25 caracteres por segundo. Se inscribió en el concurso cuando vio un quiosco en el centro comercial y vio la oportunidad de ganar entradas de cine gratis. Yeong-ho, que abandonó los estudios, se inscribió para conseguir dinero con el que comprarse un coche nuevo. Los segundos clasificados fueron Kate Moore y Morgan Dynda, de Estados Unidos, y los terceros, Agustina Montegna y Juan Ignacio Aufranc, de Argentina.
Los premios se fijaron en 100.000 dólares por pareja para el primer puesto, 20.000 dólares por pareja para el segundo y 10.000 dólares por pareja para el tercero.

## Récords
Se organizó una competición paralela para ver quién batía el récord del Libro Guinness de los Récords por enviar el mensaje de texto más rápido. El récord lo batió el portugués Pedro Matias. Tecleó un mensaje de texto de 264 caracteres en 1:59.El récord de pulsaciones por minuto en un teclado numérico lo batió Indonesia con 306, mientras que el de pulsaciones por minuto en un teclado QWERTY lo batió Corea del Sur con 357.